# Schluderpacherové
Schluderpacherové jsou původem jihotyrolský šlechtický rod.. Pravopis kolísal odjakživa mezi Schluderbacher a Schluderpacher. Historie rodu sahá k 18.10.1609, kdy byli tři bratři Schluderpacherové povýšeni do šlechtického stavu.
Nejznámějším představitelem rodu je česko-britský herec Herbert Lom, narozený v Praze jako Herbert Karel Angelo Kuchačevich ze Schluderpacheru. Historie této části rodu je spojena především s Prahou a Železnou Rudou.